# ISO/IEC 5218
La norma ISO/IEC 5218 define la representación de los sexos humanos mediante un código numérico de un carácter:
- 0 = desconocido
- 1 = masculino,
- 2 = femenino,
- 9 = no aplicable.

Esta norma la utiliza, por ejemplo, el Instituto Nacional de Estadística francés (INSEE).